# Лопатинский сельсовет (Вадский район)
Лопатинский сельсовет — сельское поселение в Вадском районе Нижегородской области Российской Федерации.
Административный центр — село Лопатино.

## История
Статус и границы сельского поселения установлены Законом Нижегородской области от 15 июня 2004 года № 60-З «О наделении муниципальных образований - городов, рабочих посёлков и сельсоветов Нижегородской области статусом городского, сельского поселения».
Законом Нижегородской области от 28 августа 2009 года № 143-З сельские поселения Анненковский сельсовет и Лопатинский сельсовет объединены в сельское поселение Лопатинский сельсовет.

## Население
| 2002  | 2010  | 2012  | 2013  | 2014  | 2015  | 2016  |
| ----- | ----- | ----- | ----- | ----- | ----- | ----- |
| 2465  | ↘2340 | ↘2309 | ↘2286 | ↘2260 | ↘2229 | ↘2223 |
| 2017  | 2018  | 2019  | 2020  |       |       |       |
| ↘2205 | ↘2191 | ↘2163 | ↘2148 |       |       |       |

## Состав сельского поселения
| № | Населённый пункт    | Тип населённого пункта       | Население |
| - | ------------------- | ---------------------------- | --------- |
| 1 | Анненковский Карьер | посёлок                      | ↘1634     |
| 2 | Вадок               | посёлок станции              | ↘6        |
| 3 | Досадино            | деревня                      | ↘10       |
| 4 | Лопатино            | село, административный центр | ↘604      |
| 5 | Рахманово           | деревня                      | ↘39       |
| 6 | Сосновка            | деревня                      | ↘47       |
| 7 | Чёрная Захарьевка   | деревня                      | ↘0        |